# Spending My Time
Spending My Time, skriven av Per Gessle, var den fjärde singeln från den svenska popduon Roxettes album "Joyride" från 1991. Remixversionen skapades av M.C. King Carli och Dr. Renault vid EMI Studios i Stockholm i Sverige i juli 1991.
"Spending My Time" blev en stor framgång i Brasilien, där den fick mycket speltid, och ingick som soundtrack till "Outrageous Preppy Women" (Perigosas Peruas – Trilha Sonora Internacional - 1992) av Globo TV.

## Låtlista
1. Spending My Time (electric dance remix)
2. Spending My Time (album version)
3. The Sweet Hello, The Sad Goodbye
4. Spending My Time (electric dance remix/instrumental)

## Musikalisk analys
En ballad-visa spelad på akustisk gitarr, sjungen av Marie Fredriksson.

## Listplaceringar
| Lista (1991-1992) | Position |
| ----------------- | -------- |
| Australien        | 16       |
| Nederländerna     | 26       |
| Nya Zeeland       | 31       |
| Schweiz           | 15       |
| Sverige           | 11       |
| Österrike         | 16       |

### Fotnoter
1. ↑  ”Roxette”. Arkiverad från originalet den 16 oktober 2011. https://web.archive.org/web/20111016201530/http://roxette.se/discography.php?show=release&id=11. Läst 22 maj 2011.
2. ↑  ”Arkiverade kopian”. Arkiverad från originalet den 10 februari 2010. https://web.archive.org/web/20100210181348/http://www.teledramaturgia.com.br/perigt.htm. Läst 22 maj 2011.
3. ↑  ”Listplacering”. http://australian-charts.com/showitem.asp?interpret=Roxette&titel=Spending+My+Time&cat=s. Läst 22 maj 2011.
4. ↑  ”Listplacering”. http://dutchcharts.nl/showitem.asp?interpret=Roxette&titel=Spending+My+Time&cat=s. Läst 22 maj 2011.
5. ↑  ”Listplacering”. Arkiverad från originalet den 20 december 2013. https://web.archive.org/web/20131220034720/http://charts.org.nz/showitem.asp?interpret=Roxette&titel=Spending+My+Time&cat=s. Läst 22 maj 2011.
6. ↑  ”Listplacering”. http://hitparade.ch/showitem.asp?interpret=Roxette&titel=Spending+My+Time&cat=s. Läst 22 maj 2011.
7. ↑  ”Listplacering”. http://swedishcharts.com/showitem.asp?interpret=Roxette&titel=Spending+My+Time&cat=s. Läst 22 maj 2011.
8. ↑  ”Listplacering”. http://austriancharts.at/showitem.asp?interpret=Roxette&titel=Spending+My+Time&cat=s. Läst 22 maj 2011.